# A-50 (航空機)
A-50
- 用途：早期警戒管制機
- 製造者：ベリエフ設計局
- 運用者

  -  ロシア（ロシア空軍）
  -  インド（インド空軍）
- 初飛行：1978年12月19日
- 生産数：40機程度、7機+が運用中
- 運用開始：1984年
- 運用状況：現役
- ユニットコスト：3.3億ドル
- 原型機：Il-76（輸送機）

A-50（ロシア語: А-50 アー・ピジシャート）は、ソ連及びロシア連邦の早期警戒管制機（Самолет ДРЛО、AWACS）である。
北大西洋条約機構（NATO）は「メインステイ」（Mainstay: 「大黒柱」の意）というNATOコードネームを割り当てた。

## 概要

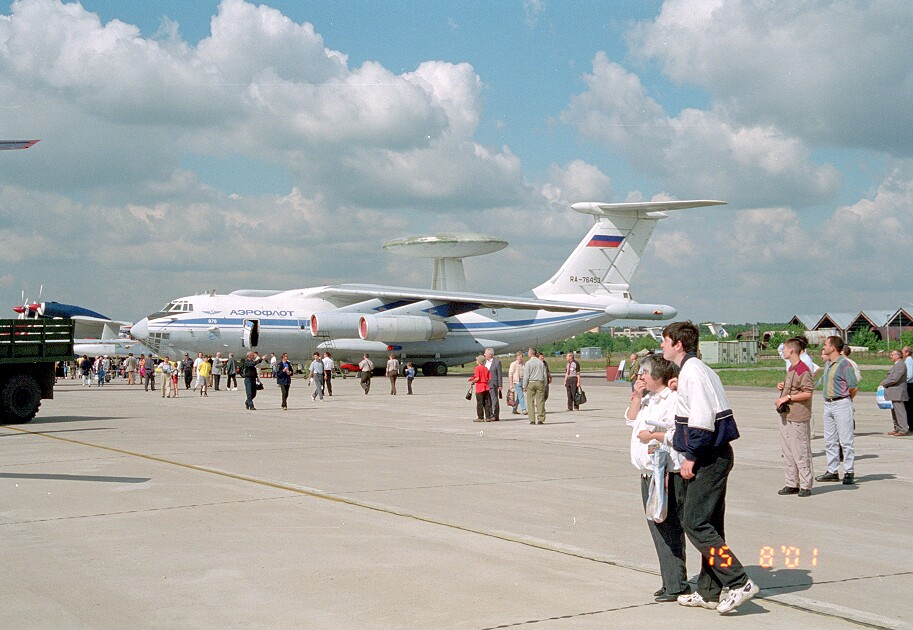
A-50とよく混同されるIl-76-SKIP

Il-76を母機として開発された早期警戒機であり、機体部分であるIl-76の開発はイリューシン設計局であるが、総合的なシステムとしてのA-50の開発はベリエフ設計局で行われた。
Il-76MDとの概観上の違いは以下である
- 主翼フェアリング前方にバルジを追加
- APUの強化とそれに伴う発熱に対応するため垂直尾翼付け根にエアインテークを追加
- 機首航法士窓や尾部銃座窓の閉鎖
- 空中給油プローブの装備

なお、A-50とはベリエフ設計局における試作時の仮名称だが、開発が完了して正式採用されて量産型が生産されているにもかかわらず、そのまま「A-50」と呼称され続けており、改良型等の派生型も「A-50M」のように接尾記号を附けて呼称されている。
大型の皿型レーダードーム（レドーム）を搭載した開発試験支援機である「IZdeliye-976«СКИП» (Il-76-SKIP)」とA-50は外見がよく似ているためか混同されている事が多い。

### 開発
ソ連の国土防空軍では、1962年に初飛行を果たしたツポレフ設計局製のTu-126を同軍初の本格的早期警戒管制機として運用していた。旅客機であるTu-114をもとに開発されたTu-126は、大型の「«Лиана»（リアーナ: ツル科植物の意）」レーダー複合体を搭載していたが、十分な能力を有するとはいえなかった。
その後、1960年代末にツポレフ設計局はTu-126を代替する目的でTu-156または«156»と呼ばれる機体を計画したが、完成には到らなかった。Tu-156は、のちにアメリカ空軍が採用するE-3Aに類似した航空機であったが、胴体はTu-154に基づくもののエンジンがTu-154の3発からD-30KP4発に変更されるなど機体設計が大幅に変更されており、軍の希望に沿わなかった。
Tu-156の失敗により、次はTu-126と同様に既存の航空機の設計を全面利用することになった。量産型貨物機Il-76MDをもとに開発されたのがベリエフ設計局のA-50で、レドームなしの状態で機体は1978年12月19日に初飛行を果たした。ついで、完全装備となった状態で1979年8月16日に飛行が行われた。特徴的な大型のレドームは、のちに「«грибы»（グリブィ: きのこの意）」と渾名された。
1984年からは改良型のA-50Mの開発が開始され、1987年には搭載するシュメーリ2のテストがTu-126LLに乗せての開始された。その後A-50を改造して製作が開始されたが当初完成を予定していた1989年にプロトタイプを完成できず、1990年10月に予算が大幅にカットされ、1991年にはソ連が崩壊して1機も完成しなかった。
1992年には同じ名称で開発された改良型の1機（赤51）がMAKSにおいて展示された。このA-50M改修を2011年までに26機が受けたとされている。
その後、次の段階の改修であるA-50U計画が進められた。A-50Uではアナログの機材をデジタル式へ置き換え、燃料搭載量の増加、休憩スペースの設置などを行っており、2009年秋に最初の試作機が初飛行した。

### 能力
A-50は、Tu-156も搭載する予定であった「«Шмель»（シュメーリ: マルハナバチの意）」レーダー複合体を搭載した。このレーダーは空中目標を300機探知・追尾でき、戦闘機などをコマンド誘導で12機、機上誘導で30機管制できると言われている。Tu-126が持たなかったグランドクラッター除去能力や移動目標探知能力を持つため、地上目標の識別と低空飛行している航空機の識別能力は高いと言われる。実際の能力については、当然ながら最高レベルの軍事機密であるので不明である。
輸出用ダウングレード型のA-50Eではベリエフの公式サイトにて値が公表されており以下の性能を持つとされる。
- 爆撃機に対する最大探知距離 650 km
- レーダー反射断面積（RCS）が250m2の艦艇に対する最大探知距離 電波が地平線に隠れるまでの距離
- 弾道ミサイルに対する最大探知距離 800 km
- RCSが1m2の航空機に対する最大探知距離 215 km
- 地上の短距離弾道ミサイル発射機に対する最大探知距離 300 km
- 地上の戦車クラスの目標に対する最大探知距離 250 km
- 航空機の追跡が可能な最大距離 300 km

そのほか、463kmの距離で巡航ミサイル等を探知できるとされる。これらの情報は機内に9個ある丸型のカラーCRTディスプレイに表示される。

### 運用
A-50は、1984年よりTu-126にかわってソ連の空軍部隊への配備が始められた。ソ連崩壊後はロシア空軍で運用されている。その他の旧ソ連諸国では運用されておらず、ロシア空軍でも貴重な戦力となっている。ロシア空軍では、A-50を少なくとも2020年まで使用する予定とされ、後継機としてはA-100の開発が進められている。それまでの繋ぎとしてA-50Uへの改修が決定され、作業が進められている。
ソ連の早期警戒管制機としては1985年に初飛行したアントノフ設計局のAn-71も開発されているが、こちらは量産されることなく長年の試験ののちウクライナの首都キーウにあるジュリャーヌィ飛行場で保管されていた。現在は飛行可能状態になく、キーウ・スヴャトーシノ空港の旧アントノフ設計局敷地跡の駐機場に移されている。
2016年にはシリア内戦に絡んで本機がシリアに展開されていることがジェーン・ディフェンス・ウィークリーによって報じられている。
2019年7月には竹島の上空で本機が領空侵犯したとして18機の韓国空軍の戦闘機F-15KとF-16が出動して360発警告射撃を行ったと大韓民国軍は発表したが、ロシア国防省と中華人民共和国国防部はロシア空軍のTu-95爆撃機2機と中国人民解放軍空軍のH-6爆撃機2機で初の共同警戒監視活動を行ったとして領空侵犯は否定した。

#### ウクライナ侵攻への投入と喪失
2022年ロシアのウクライナ侵攻にも使用された。2024年1月15日、ウクライナはA-50を撃墜したことを発表。一方、ロシアの独立系メディアは味方のミサイルによる誤射を示唆した（2024年1月のA-50撃墜）。
2月23日にもロシア南部のクラスノダール地方で1機が墜落したことをウクライナが発表した。ウクライナ国防省情報総局はウクライナ空軍との共同作戦で撃墜に成功したとしており、これに対してロシア捜査当局は、非武装で軍事行動中ではなかった航空機をロシア領内で撃墜して10人を死亡させたのはテロ罪に該当するとして、ウクライナ空軍第138高射ミサイル旅団司令官のジャマン大佐を指名手配したと同年6月17日に発表した（2024年2月のA-50撃墜）。

## 派生型
A-50
最初の量産型。NATOコードネームはメインステイA。
A-50M
搭載機器をデジタル化し、新たな航法装置を搭載、近代的なレーダー複合体であるシュメーリ2 («Шмель-2») を搭載し、エンジンをPS-90に換装した発展型。計画中止。
A-50M
同じ名称で開発された改良型。左舷船首に位置する航空士用の部屋と窓を排除し、旧貨物室の船尾側面に1組の半滴状誘電体カバーを設置、機体後尾にチャフ・フレア・ディスペンサを追加して改良されたレーダーや通信機材を搭載した。NATOコードネームはメインステイB。
A-50U
レーダー複合体をシュメーリM («Шмель-М») に換装、アビオニクス類も換装が行われデータ処理能力や目標の探知・追尾能力が向上している。アビオニクスの近代化により重量、消費電力、容積が低減され最大離陸重量が増加、信頼性も向上したほか、問題であった居住性の改善（乗務員の休憩所、トイレ、調理室の設備のアップデート等）も行われた。そのほか、洗練された通信スイートや航法システムへの衛星誘導システムの追加、使いやすさや視認性改善のためシステムコンソールパネルがカラー液晶ディスプレイ化されるなどの改良が施されている。また、S-400地対空ミサイルの中間誘導能力があると推測されている。2012年のエアフォースモンスリーよればA-50Uへのアップグレードで得られたものは後継機であるA-100の基礎概念に使用され、機材などの構成なども似たものになるとしている。
A-50E（A-50Eh）
装備品がダウングレードされた輸出型。1988年に1機が改造された。
A-50Ah
アメリカの圧力でA-50Iがキャンセルとなったため代替としてベリエフが中国に提案したダウングレード型。計画のみ
A-50I
中華人民共和国向け輸出型。レドーム内にはイスラエル・エアロスペース・インダストリーズの子会社であるエルタ・システムズが開発したEL/W-2090アクティブ・フェーズドアレイ・レーダーを3面三角形状に配置しており、機械的な回転を必要としないためレーダーは非回転式となった。また、機体尾部にはベントラルフィンが装備された。アメリカの外交圧力によりキャンセルされた。
KJ-2000（空警2000）
キャンセルされたA-50Iを、レーダーと電子装備を除いた機体部分を中国が引き取って自主開発を続行し、国産の早期警戒管制機とした機体。
A-50EI（A-50EhI）
インドへの輸出型。基本的にはA-50Iと同じだがエンジンをPS-90A-76（推力:142 kN (31,900 lbf)）に換装している。2016年に予算が認められた2機はアップグレードされたセンサーが含まれており、よりシームレスに作業することが可能である。

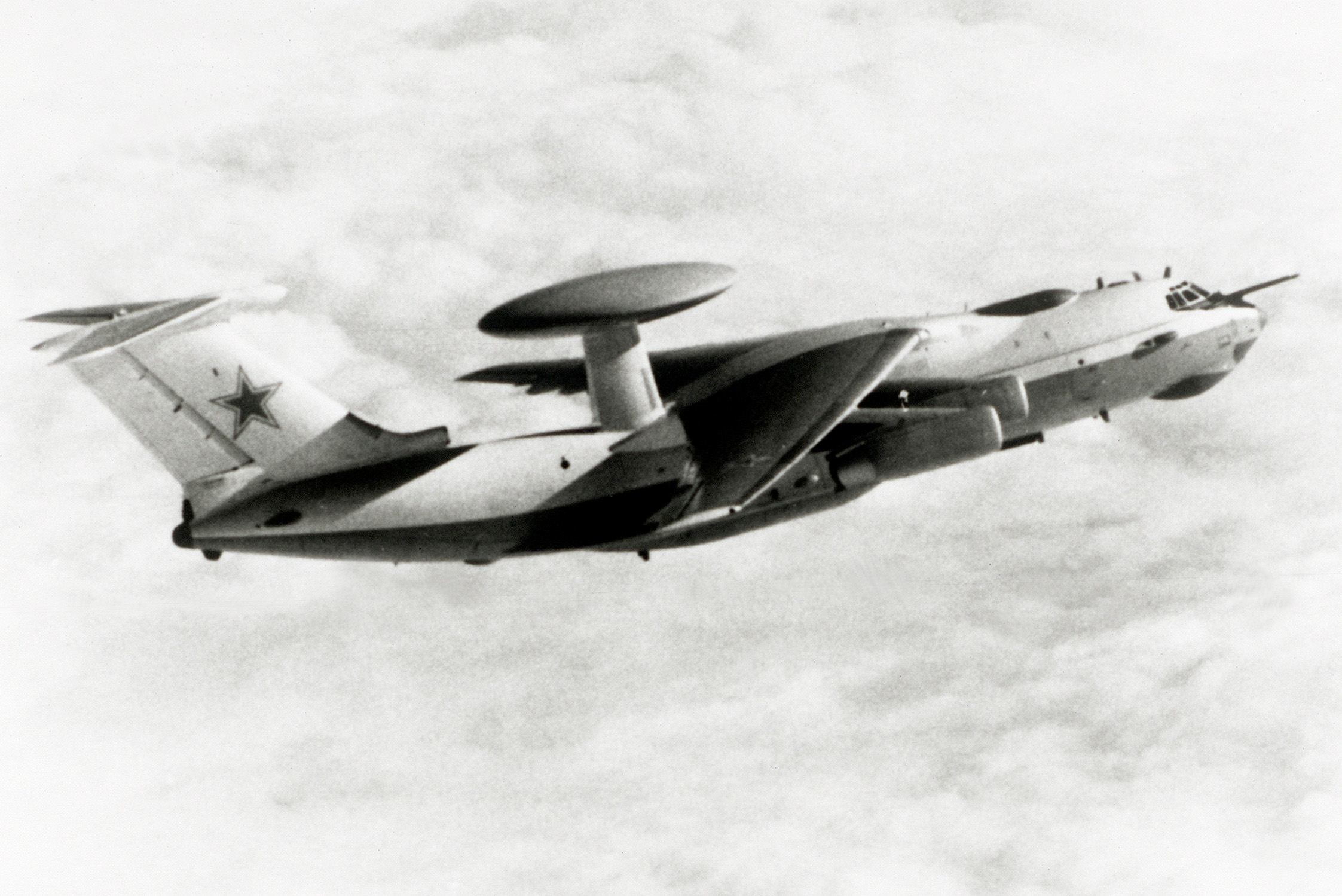
初期型のA-50
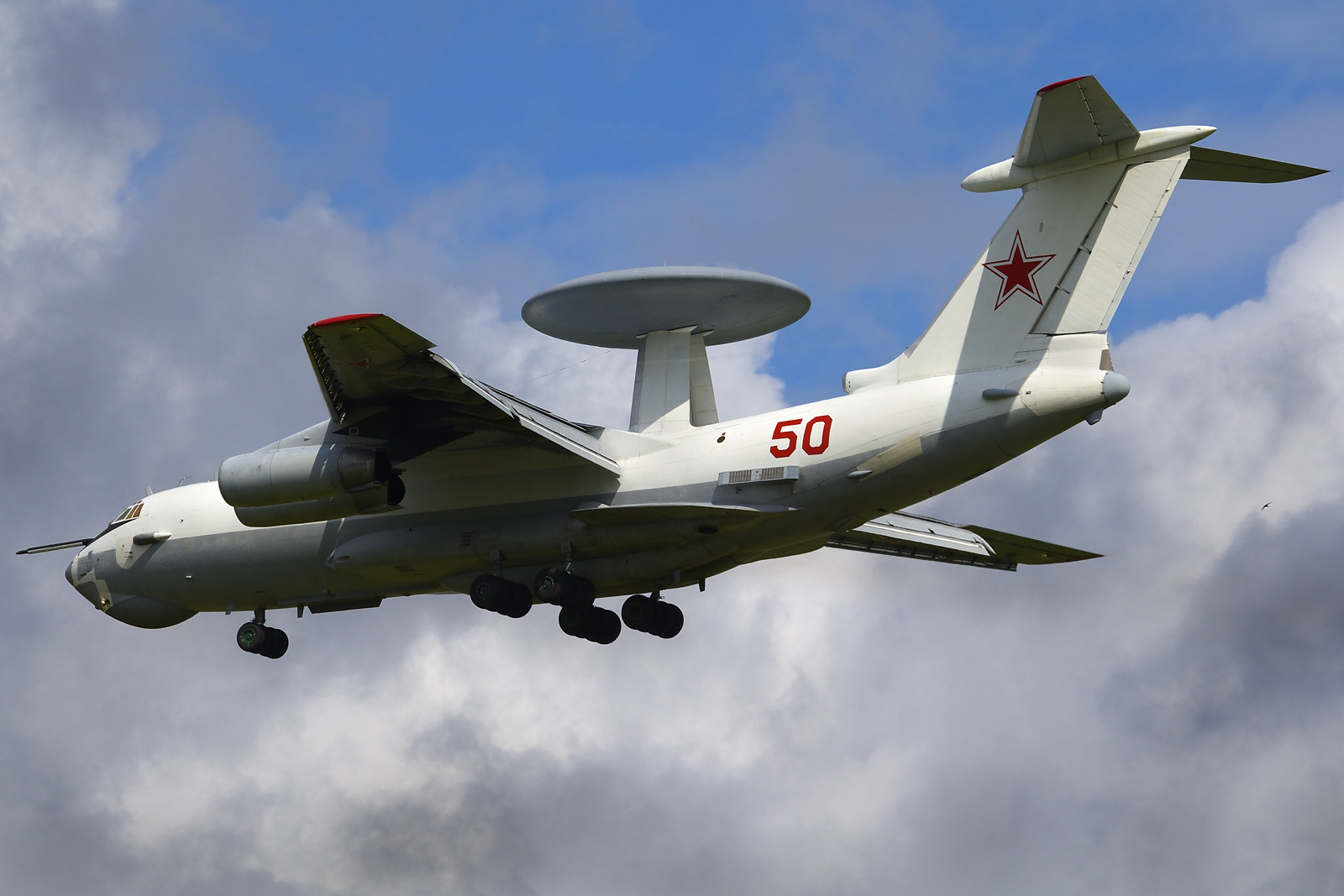
A-50M
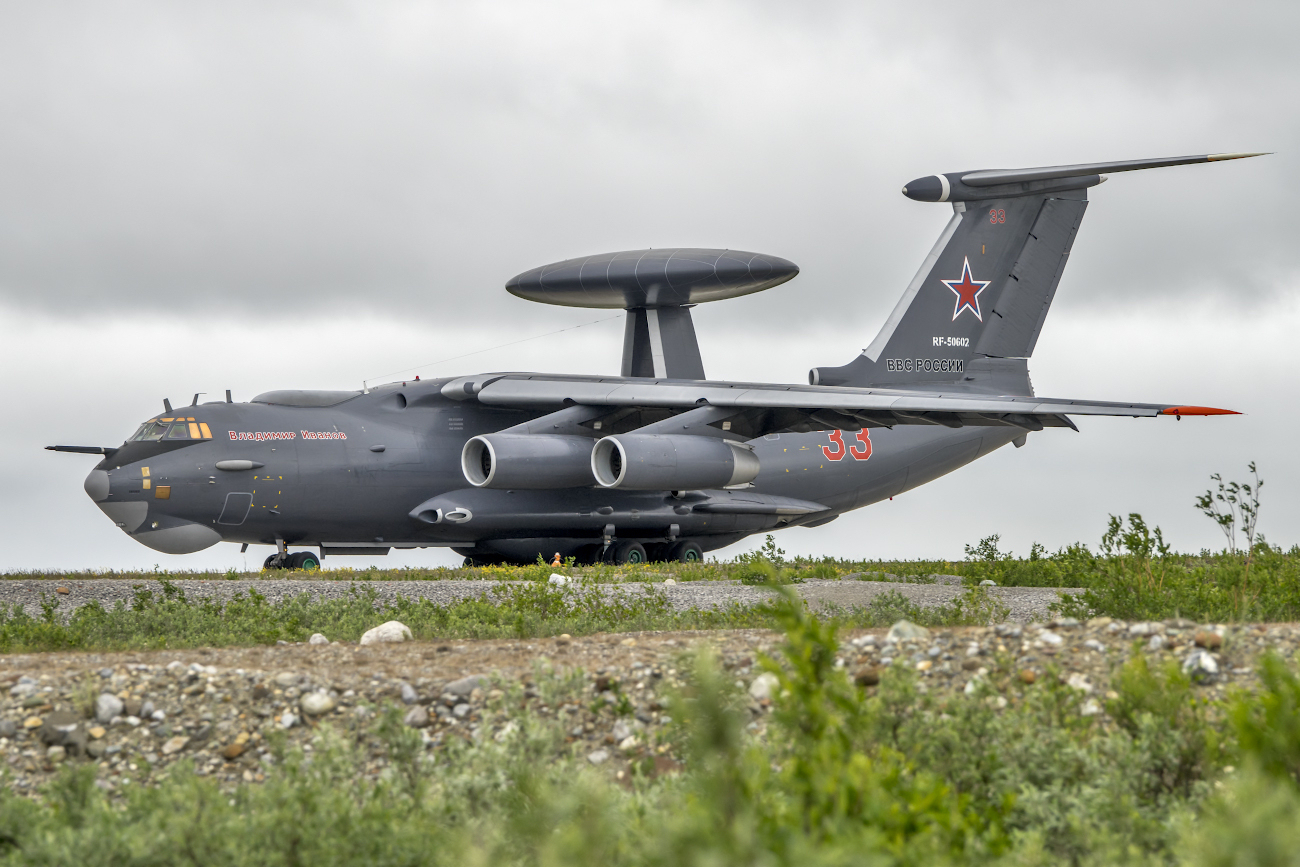
A-50U
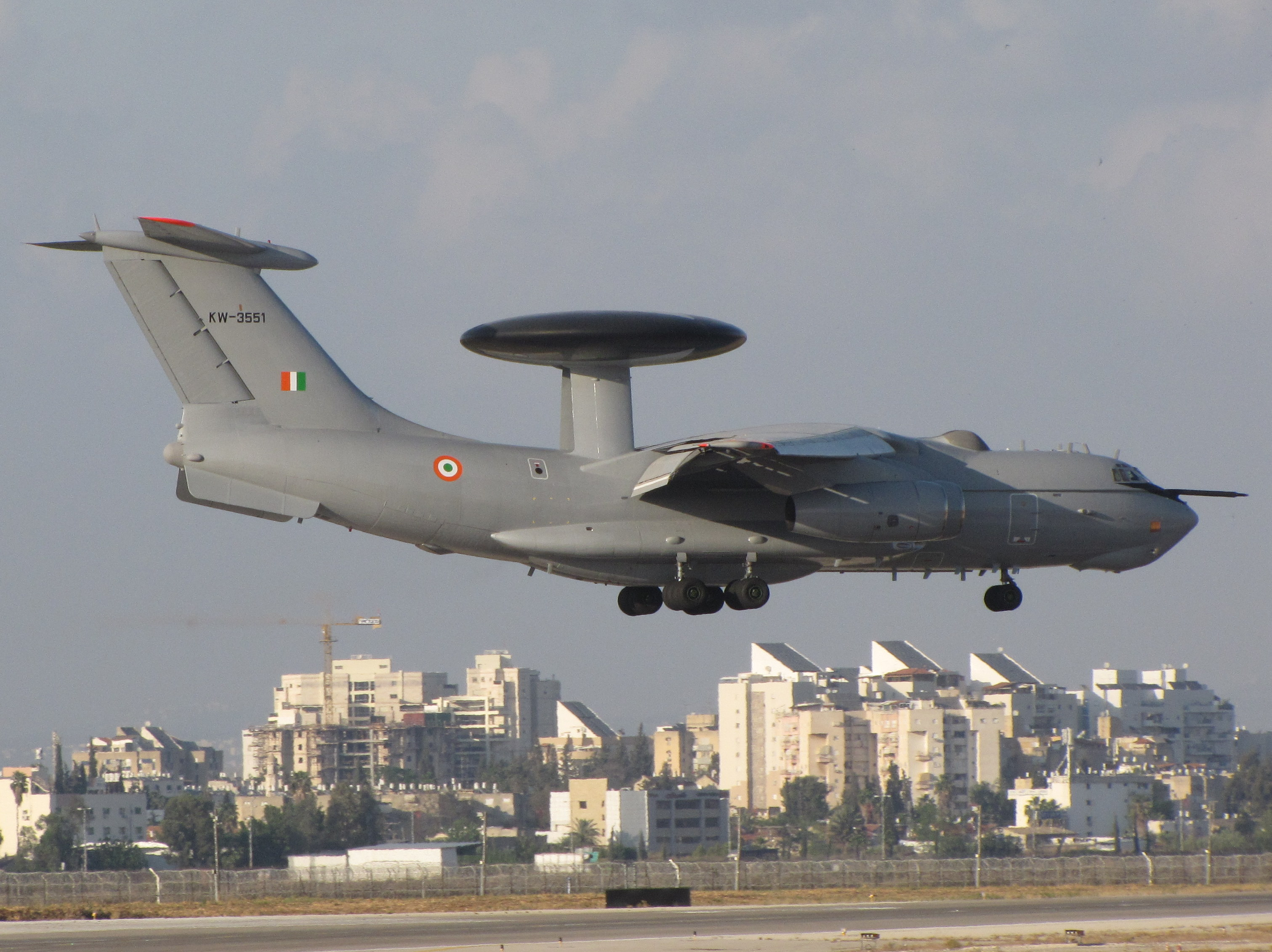
A-50EI
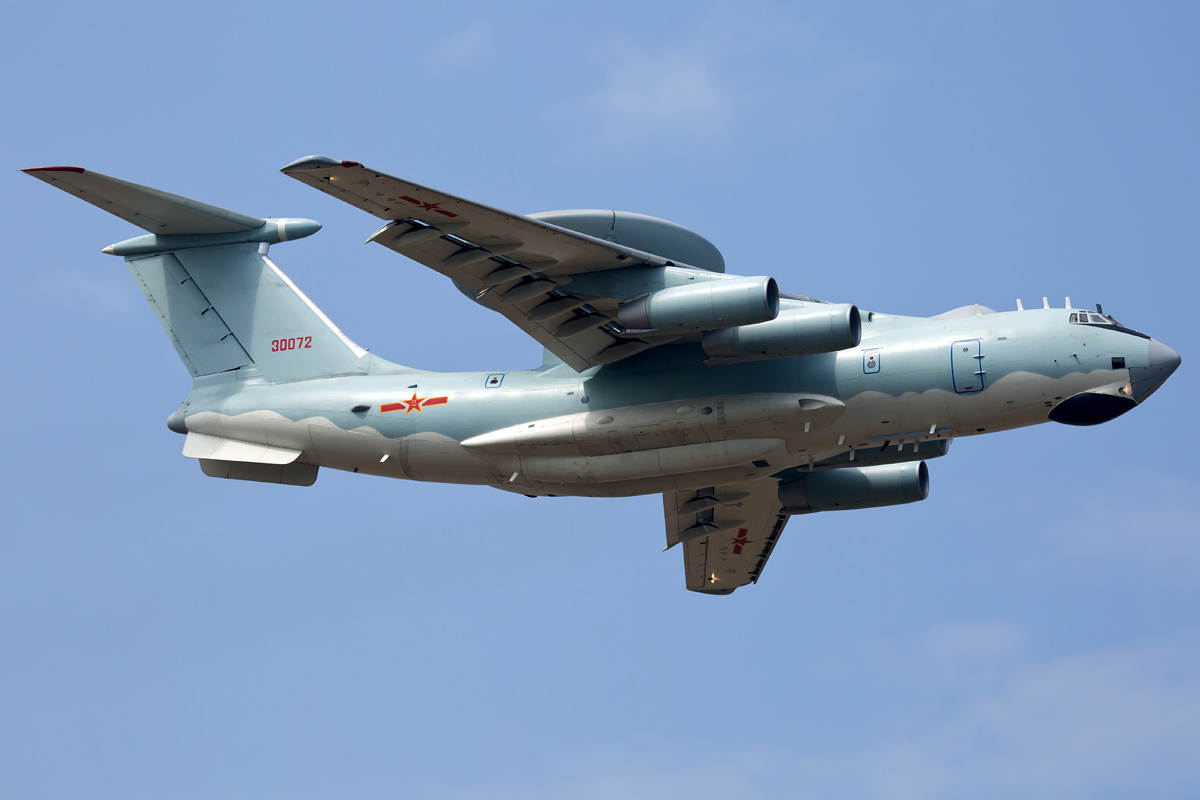
KJ-2000

## 運用国
ロシア
ロシア空軍
2017年3月の時点で4機のA-50U および15機のA-50を運用しているほか、4機のA-50が保管状態にある。2018年には追加で2機の改良を予定している。
2022年から始まったウクライナに対する特別軍事作戦に於いて、ウクライナ軍による数機破壊が報告されていて、数少ない稼働機が更に減少している可能性がある。
 インド
インド空軍
ウズベキスタン空軍で余剰となったIl-76を3機購入してロシアにおいてA-50仕様に改造後、イスラエルにおいてレーダーの搭載が行われた。3機運用中で、アグラ空軍基地の第50飛行中隊に配備されている。
2015年10月にはアップグレード契約が結んでいる。契約には新しいアビオニクスとエンジンが含まれ、改修により寿命は20年延長される。
追加で2機を発注する予定であり、2016年に予算が承認され、同年末にはイスラエルとの間で契約を結び、2017年2月に開催されたエアロインディアにおいて供給契約を締結した。
2024年時点で、3機を保有。

## 仕様
- 乗員：16人（操縦士 5人、ミッションクルー 11人）
- 全長：49.59 m（15.2 ft 8 in）
- 全幅：50.50 m（16.5 ft 6 in）
- 全高：14.76 m（48 ft 5 in）
- 翼面積： 300 m2（3,228 ft2）
- 空虚重量：75,000 kg (165,000 lb)
- 最大離陸重量：190,000 kg (419,000 lb)
- エンジン：ソロヴィヨーフ D-30KUターボファン 推力117.68 kN (26,500 lbf)×4
- 最高速度：900 km/h（559 mph）
- 航続距離：6,400 km（3977 mi）
- 実用上昇限度：12,000 m（393,71 ft）
- 燃料搭載量：109,480 L
- 離陸距離：1,540 m
- 飛行時間
  - 給油なし最大：9.3時間
  - 1,000kmの距離でのパトロール：
    - 給油なし：4時間
    - 1回給油：7時間
- 翼面荷重：633kgf/m2
- 推力対重量比： 0.34kgf/kg
- 周波数範囲
  - ELINT：0.5–18 GHz
  - SIGNT：50-500 MHz